# Jindřich V. z Kuenringu
Jindřich V. z Kuenringu († 1281 Opava) byl rakouský šlechtic z rodu Kuenringů. Stoupenec a zeť českého krále Přemysla Otakara II.
Jindřich V. z Kuenringu byl synem Jindřich IV. z Kuenringu a Kunhuty z Dobra. Oženil se s Eliškou, nelegitimní dcerou Přemysla Otakara II. Po bitvě na Moravském poli, ve které bojoval na straně českého krále, mu Rudolf I. Habsburský zkonfiskoval majetek a Jindřich musel utéct z Rakouska. Část majetku (Nové Hrady) převedl na dceru Kunhutu tím, že ji provdal za Smila, syna Ojíře ze Svinů. Svatba proběhla před rokem 1279 (záznamy kláštera ve Zwettlu). Smil byl asi ještě nezletilý, proto majetkem disponoval jeho otec Ojíř. Jindřich z Kuenringu zlomený zemřel v roce 1281 v Opavě na dvoře Mikuláše I. Opavského (bratr jeho manželky), ke kterému se s rodinou uchýlil. Po jeho smrti byla jeho manželka Eliška potřetí provdaná (před svatbou s Jindřichem z Kuenringu byla krátce vdaná za Oldřicha z Drnholce), tentokrát za Vikarta z Polné, který byl purkrabím brněnského hradu.